# Montalbano Elicona
Pour les articles homonymes, voir Montalbano.
Montalbano Elicona est une commune italienne de la province de Messine, en Sicile. Peuplée de 2 485 habitants, elle est inscrite dans le registre des « bourgs les plus beaux d'Italie ». En 2015, elle se voit décerner le titre de plus beau village d'Italie avec son centre historique, son vieux château (résidence d'été de Frédéric II d'Aragon) et sa basilique de Santa Maria Assunta et San Nicolò Vescovo.

## Étymologie
Du latin, mons, génitif de montis (même sens), et albanus, de albus, "blanc", en référence au nom antique du mont sur lequel Frederic II fit construire son château.

## Histoire
Le jeudi 10 décembre 1908 à 7h00, il y eut une très forte secousse, suivie de plusieurs autres qui a été ressentie à Montalbano Elicona. Elle a endommagé fortement le soir la mairie, l'église et plusieurs maisons. Cet évènement a eu lieu quelques semaines avant le séisme du 28 décembre 1908 à Messine, d'une distance d'environ 75 kilomètres de Montalbano Elicona.

## Administration
| Période                                  | Période | Identité | Étiquette | Qualité |
| ---------------------------------------- | ------- | -------- | --------- | ------- |
|                                          |         |          |           |         |
| Les données manquantes sont à compléter. |         |          |           |         |

### Hameaux
Pellizzaro, Toscano, Santa Barbara, Villa Braidi, Santa Maria

### Communes limitrophes
Basicò, Falcone, Floresta, Francavilla di Sicilia, Librizzi, Malvagna, Oliveri, Patti, Raccuja, Roccella Valdemone, San Piero Patti, Santa Domenica Vittoria, Tripi